# Antonio Ranieri
Antonio Ranieri (Nápoly, 1806. szeptember 8. – Portici, 1888. január 4.) olasz író, költő.

## Életrajza
Nápolyban és Bolognában jogot, Berlinben filozofiát és történelmet tanult. Szabadelvű és radikális politikai nézetei miatt száműzték a Nápolyi Királyságból.
Szülővárosát 1826-ban hagyta el, részben az 1820-as felkelést követő reakció elől menekülve. Rómába, Bolognába, majd Firenzébe ment, ahol megismerkedett más nápolyi száműzöttekkel, valamint Giacomo Leopardival is. Ezt követően Svájcban, Franciaországban és Angliában élt. 1830 nyarán tért vissza Firenzébe, ahol Leopardit mérhetetlen magány és szerencsétlenség közepette találta. Mély barátság alakult ki közöttük, amely egészen a költő haláláig fennmaradt. Ranieri és nővére, Paulina hét évig ápolták őt. 1831 októberétől 1832 márciusáig Rómában tartózkodtak, majd visszatérnek Firenzébe. Augusztustól Leopardi rendszeres havi járadékot kap családjától, ellenben Ranieri anyagi helyzete egyre rosszabbá vált, és ugyanezen év novemberében kénytelen volt visszatérni Nápolyba.
Leopardi kérlelte Ranierit, hogy térjen vissza, de annak minden kísérlete kudarcba fulladt, hogy letelepedhessen Firenzében. Ő vette rá Leopardit, hogy költözzenek Nápolyba: 1833. október 2-án érkeztek a déli városba. Nápolyi lakozásukat az egyre nagyobb elszigetelődés és a folyamatos lakhelyváltozások jellemezték, végül 1836 áprilisában költöztek a Vezúv lábánál lévő Torre del greco melletti villába.
Leopardi halála után Ranieri emléket állított neki Piedogrottában, Nápoly mellett és kiadta a költő műveit és életrajzát, amit később kiegészített Sette anni di sodalizio con Giacomo Leopardi (Nápoly, 1880) címen.
Ranierinek Leopardival folytatott levelezése, valamint barátságuk emlékei, amelyet könyv formában is lejegyzett, felbecsülhetetlen adalékkal szolgálnak Leopardi gondolatai, költeményei hátterének megismeréséhez és feltárásához.
Olaszország egyesülése után Ranieri a történelem tanára volt a nápolyi egyetemen. Írta még: Ginevra, o l'orfana della Nunziata című szocialista regényt, melyért bebörtönözték, továbbá I primi cinque secoli della storia d'Italia da Teodosio a Carlomagno (Brüsszel, 1841) című munkáját. Összes művei Milánóban (3 kötet, 1862-64) jelentek meg, ezt a Scritti variival (Nápoly, 1891) egészítették ki.